# Cristian Rodríguez
Cristian Gabriel Rodríguez Barotti (født 30. september 1985 i Juan Lacaze, Uruguay) er en uruguayansk fodboldspiller, der spiller som kantspiller hos Peñarol i Primera Division Uruguay. Han har tidligere spillet for blandt andet Paris Saint-Germain i Frankrig, for FC Porto i Portugal samt på lejebasis hos en anden portugisisk storklub, SL Benfica.
Barotti bliver kaldt la Cebolla, der betyder løget på dansk.

## Landshold
Rodriguez står (pr. april 2018) noteret for 103 kampe og 11 scoringer for Uruguays landshold, som han debuterede for som kun 18-årig, i 2003 i en venskabskamp mod Mexico. Han var en del af den uruguayanske trup til Copa América i både 2004 og 2007.

## Titler
Uruguayanske Liga
- 2003 med CA Peñarol

Coupe de France
- 2006 med Paris Saint-Germain

Portugisiske Liga
- 2009 med FC Porto

Portugisiske Pokalturnering
- 2009 og 2010 med FC Porto